# RAF1
RAF1 est une sérine/thréonine kinase. Son gène, RAF1, est situé sur le chromosome 3 humain. Elle appartient à la famille de protéines RAF .

## Rôles
RAF1 intervient dans la voie de signalisation MAPK/ERK, où elle se lie à la kinase ERK. 
Dans la voie hippo, qui joue un rôle dans l'organogenèse, la tumorigenèse ainsi que dans la maturation des spermatozoïdes et la fertilité masculine ;  elle se fixe et inhibe la kinase MST2.

## En médecine
Plusieurs mutations du gène ont été décrites, en rapport avec un syndrome de Noonan particulier par la survenue d'une cardiomyopathie hypertrophique parfois grave.